# New Jersey (musikalbum)
New Jersey, är Bon Jovis fjärde album och släpptes 13 september 1988. Den har sålts i 7 miljoner exemlar i USA och 18 miljoner totalt. New Jeresy är det enda rockalbumet någonsin som haft fem Top 10-singlar på Billboard Hot 100.

## Tillkomsten
Skivan Slippery When Wet Tour hade varit mycket jobbig för bandet, men direkt efter turnén så började man jobba på nytt material. Redan vid julen 1987 hade man demor till över 30 låtar. Tillsammans med producenten Bruce Fairbain var de i studion mellan 1 maj och 31 juli 1988. 
De flesta av låtarna skrevs av Jon Bon Jovi, Richie Sambora och Desmond Child. Trion skrev dock Wild is the Wind tillsammans med Diane Warren och Stick To Your Guns var skriven av Jon, Richie och Holly Knight. Bandet hade skrivit så många låtar till plattan att man tänkte släppa en dubbel-CD men skivbolaget avslog denna idé. De trodde inte av fansen skulle vara villiga att betala mer för plattan. 
Bland de oanvända låtarna som skrevs till plattan finns den framtida Bon Jovi-låten Diamond Ring som släpptes på plattan These Days, 1995. Diamond Ring skrevs 1986 och var tänkt att hamna på albumet, men när man skrotade idén om en dubbel-CD så valde man bort den. 
En annan låt som skrevs till plattan var Rosie. Låten var skriven av Jon Bon Jovi, Richie Sambora, Desmond Child och Diane Warren. Låten klarade sig inte hela vägen men den hamnade på Richie Samboras soloplatta Stranger In This Town ett par år senare.

## Albumets namn
Bandet föreslog ett flertal namn till plattan innan man bestämde sig för New Jersey. Ett av dessa namn var Sons of Beaches. Man valde till sist att döpa plattan efter sin hemort, New Jersey. Jon skulle ångra detta eftersom många började förknippa dem med Bruce Springsteen på grund av titeln. Jon har själv uttalat sig om det "Att pressen håller på att skriva om vår relation med Bruce Springsteen är vårt eget fel. Vi skulle aldrig döpt en av våra plattor till New Jersey."

## Framgångar
För att fira plattans framgångar gjordes en turné världen över, New Jersey Syndicate Tour, mellan 1988 och 1990. Plattan stöttades av två videor som gavs ut. Först var det New Jersey: The Videos som innehåller alla videor från New Jersey-plattan och senare en dokumentär om den massvisa New Jersey Syndicate-turnén kallad Access All Areas. 
New Jersey innehåller ett flertal av Bon Jovis alla största klassiker. Singlar från plattan var Bad Medicine, Born To Be My Baby, I'll Be There For You, Lay Your Hands On Me och Living In Sin. 
Både Bad Medicine och I'll Be There For You tog sig till en förstaplats på Billboard Hot 100. Plattan själv kom på första plats på albumlistan både i USA och Storbritannien. 

## Låtlista
1. "Lay Your Hands On Me" (Jon Bon Jovi/Richie Sambora) - 6:01
2. "Bad Medicine" (Bon Jovi/Sambora/Desmond Child) - 5:16
3. "Born to Be My Baby" (Bon Jovi/Sambora/Child) - 4:40
4. "Living in Sin" (Bon Jovi) - 4:39
5. "Blood on Blood" (Bon Jovi/Sambora/Child) - 6:16
6. "Homebound Train" (Bon Jovi/Sambora) - 5:20
7. "Wild Is the Wind" (Bon Jovi/Sambora/Child/Diane Warren) - 5:08
8. "Ride Cowboy Ride" (Bon Jovi/Sambora) - 1:25
9. "Stick to Your Guns" (Bon Jovi/Sambora/Holly Knight) - 4:4
10. "I'll Be There For You" (Bon Jovi/Sambora) - 5:46
11. "99 in the Shade" (Bon Jovi/Sambora) - 4:28
12. "Love For Sale" (Bon Jovi/Sambora) - 3:58

## B-sidor och outgivna låtar
- Love is War
- Let's Make it Baby
- Outlaws of Love
- Judgment Day
- Growing Up the Hard Way
- Does Anybody Really Fall in Love Anymore ?
- Rosie
- River of Love (Come Alive)
- Backdoor to Heaven
- Love Hurts
- Diamond Ring
- Now and Forever
- Seven Days

## Medverkande
- Jon Bon Jovi – sång, bakgrundssång, munspel, slagverk, gitarr
- Richie Sambora – gitarr, akustisk gitarr, tolvsträngad akustisk gitarr, mandolin, bakgrundssång
- David Bryan – keyboard, bakgrundssång
- Tico Torres – trummor, slagverk
- Alec John Such – bas, bakgrundssång

Övriga medverkande
- Peter Berring – sång
- Joanie Bye – sång, bakgrundssång
- Bruce Fairbairn – slagverk, horn
- Scott Fairbairn – cello
- Lovena Fox – sång, bakgrundssång
- Linda Hunt – sång, bakgrundssång
- Cecille Larochelle – sång, bakgrundssång
- Sue Leonard - Sång, bakgrundssång
- Goudin Dido Morris – slagverk
- Audrey Nordwell – cello
- Joani Taylor – sång, bakgrundssång